# Rak debelega črevesa in danke
Rak debelega črevesa in danke ali kolorektalni rak je oblika raka, ki vznikne v končnem delu črevesja: debelem črevesu ali danki. Nastane zaradi razraščanja rakavih celic, ki imajo sposobnost vraščanja in razširjanja v druge dele telesa. Znaki in simptomi zajemajo prisotnost krvi v blatu, spremembe v odvajanju blata, izgubo telesne mase ter vztrajna utrujenost.
Večina primerov raka debelega črevesa in danke je posledica starosti in življenjskega sloga, le majhen delež pa je povezan z dednostjo. Dejavniki tveganja vključujejo med drugim prehrano, debelost, kajenje, pomanjkanje telesne dejavnosti, uživanje alkohola ter prisotnost nekaterih bolezni debelega črevesa (Chronove bolezni, ulceroznega kolitisa). Prehranski dejavniki tveganja zajemajo na primer uživanje rdečega in predelanega mesa. Med dedne bolezni, ki povečajo tveganje za pojav raka debelega črevesa in danke, spadata familiarna adenomatozna polipoza in dovzetnost za dednega nepolipoznega raka debelega črevesa, vendar pa z genetskimi dejavniki povezane oblike raka debelega črevesa in danke predstavljajo le okoli 5 % vseh primerov. Običajno se najprej pojavijo nerakavi tumorji, zlasti v obliki polipov debelega črevesa, ki se sčasoma pretvorijo v maligno (rakavo) obliko.
Raka debelega črevesa diagnosticirajo s preiskavo odvzetega vzorca, pridobljenega s sigmoidoskopijo ali kolonoskopijo. Ob ugotovitvi raka debelega črevesa in danke običajno sledijo preiskave s slikanjem telesa, s katerimi ugotavljajo razširjenost bolezni. Za preprečevanje in zmanjševanje smrtnosti so pomembni programi presejanja. Presejanje se priporoča pri ljudeh po 50. letu starosti oziroma prej pri ljudeh s povečanim tveganjem. V Sloveniji deluje presejalni program Svit, ki je namenjen moškim in ženskam, starim od 50 do 69 let.
Uživanje aspirina in drugih nesteroidnih protivnetnih zdravil zmanjšuje tveganje za pojav raka debelega črevesa in danke, vendar se njihova uporaba le v ta namen zaradi neželenih učinkov ne priporoča.
Operacija ima osrednjo vlogo v zdravljenju raka debelega črevesa in danke. Sicer pa zdravljenje vključuje različne kombinacije operativnega posega, obsevanja, kemoterapije in zdravljenja s tarčnimi zdravili. Tumorji, ki so omejeni v steni debelega črevesa, so lahko ozdravljivi s samo operativno odstranitvijo, napredovali rak, ki se je že močno razširil, pa običajno ni ozdravljiv in njegovo zdravljenje je omejeno na lajšanje simptomov in izboljšanje kakovosti življenja.
Rak debelega črevesa in danke je ena najpogostejših rakavih bolezni. Pojavnost raka debelega črevesa in danke je v zadnjih letih v stalnem porastu in je v Sloveniji že presegla številko 1300 letno. Najpogosteje se pojavlja po 60. letu. Predstavlja drugi najpogostejši vzrok smrti zaradi raka.

## Znaki in simptomi
Znaki in simptomi so odvisni od lokacije tumorja ter od dejstva, ali je rak že zaseval v druge dele telesa. Značilni opozorilni znaki so vse hujše zaprtje, prisotnost krvi v blatu, odvajanje ozkih iztrebkov, izguba teka, izguba telesne mase, slabost in bruhanje pri posameznikih, starejših od 50 let. Pri ljudeh, starejših od 50 let, sta prisotnost krvi v blatu in slabokrvnost pomembna nevarnostna znaka sama po sebi, drugi opisani simptomi, na primer izguba telesne teže in spremenjeno odvajanje, pa običajno pomenijo opozorilne znake le, če jih spremlja krvavitev iz prebavil..
Za tumorje v desni polovici trebuha so značilni krči v trebuhu, nenadna izguba telesne teže, ob pregledu s tipanjem zdravnik v desni polovici trebuha pogosto otipa tumor. Če se je pa rakava bolezen razvila v levi polovici debelega črevesa, pa ima bolnik pogosto bolečine v trebuhu, ki so krčevite, razvijejo se tudi slabost, bruhanje in spremembe v odvajanju blata, driska se izmenjuje z zaprtjem.

## Vzroki
Velika večina primerov raka debelega črevesa in danke (več kot 70 do 95 %) se pojavi pri ljudeh z malo ali brez genetskega tveganja. Dejavniki tveganja vključujejo starost, spol (moški zbolevajo pogosteje), prehrano (uživanje večjih količin maščob, alkohola, rdečega mesa, predelanega mesa), debelost, kajenje in pomanjkanje telesne aktivnosti. Okoli 10 % primerov naj bi bilo povezano s premajhno telesno aktivnostjo. Alkohol naj bi predstavljal dejavnik tveganja pri dnevno zaužiti količini, ki presega eno merico.
Zaužitje več kot 5 kozarcev vode dnevno je povezano z zmanjšanjem tveganja za pojav adenomatoznih polipov in raka debelega črevesa in danke. Tudi prehrana, bogata z vlakninami, zmanjša tveganje za nastanek kolorektalnega raka. Ugotovili so 50 % zmanjšanje tveganja pri tistih, ki se telesno aktivni. Ta povezava je še posebej izrazita pri moških in raku debelega črevesa, medtem ko za rak danke ni tako prepričljiva.

### Starost
Okoli 90 % bolnikov je ob odkritju bolezni starejših od 50 let, kar postavlja starost na prvo mesto med dejavniki tveganja. Zato strokovnjaki v tem starostnem obdobju svetujejo diagnostične preglede in presejalne teste.

### Vnetna bolezen črevesja
Pri bolnikih z več let trajajočo katero od obeh oblik kronične vnetne črevesne bolezni, Chronove bolezni ali ulceroznega kolitisa, obstaja tudi večja verjetnost za nastanek raka debelega črevesa in danke. Dlje časa, kot ima bolnik vnetno črevesno bolezen, in hujša kot je izraženost vnetja, večje je tveganje. Pri bolnikih z zelo viskoim tveganjem se priporoča preventivno jemanje aspirina ter redno opravljanje preiskav s kolonoskopijo. Bolniki z vnetno črevesno boleznijo prestavljajo na letni ravni manj kot 2 % primerov bolnikov z rakom debelega črevesa in danke. Okoli 2 % bolnikov s Chronovo boleznijo razvije raka debelega črevesa in danke v 10 letih, 8 % po 20 letih in 18 % po 30 letih. 16 % bolnikov z ulceroznim kolitisom razvije po 30 letih predrakave spremembe ali raka debelega črevesa in danke.

### Genetski dejavniki
Posamezniki z dvema ali več sorodniki iz prvega kolena (starši ali sorojenci) z rakom debelega črevesa in danke imajo dva- do trikrat večje tveganje, da se bolezen pojavi tudi pri njih. Bolniki z genetskimi dejavniki doprinesejo okoli 20 % vseh primerov raka debelega črevesa in danke. Več genetskih sindromov povezujejo s povečanim tveganjem za kolorektalnega raka. Najpogostejši je dedni nepolipozni rak debelega črevesa, ki predstavlja okoli 3 % vseh primerov raka. Drugi genetski bolezni, povezi z zvečanim tveganjem, sta Gardnerjev sindrom in familiarna adenomatozna polipoza (FAP). Pri teh genetskih boleznih se rak debelega črevesa in danke skoraj vedno pojavi, predstavlja pa 1 % vseh primerov dotičnega raka. Zaradi visokega tveganja za pojav raka se lahko bolnikov s FAP priporoči proktokolectomija, operacijska odstranitev vsega debelega črevesa in danke.
Večina smrti zaradi raka debelega črevesa in danke je povezana z razsojem raka in osamili so gen MACC1 (metastasis associated in colon cancer 1), ki kaže, da vpliva na zmožnost širjenja bolezni. Gre za gen, ki nosi zapis za transkripcijski faktor, ki vpliva na izražanje rastnega faktorja hepatocitov. V rakavih celicah debelega črevesa v celični kulturi je ta gen pospešil celično proliferacijo, vraščanje in razraščanje, v poskusih na miših pa je pospešil rast tumorjev in njihovo zasevanje. Tako bi lahko postal gen MACC1 potencialna tarča za nova zdravila, vendar so potrebne za to še klinične raziskave.

## Epidemiologija
Rak debelega črevesa in danke je ena najpogostejših rakavih bolezni. Pojavnost raka debelega črevesa in danke je v zadnjih letih v stalnem porastu in je v Sloveniji že presegla številko 1300 letno. Najpogosteje se pojavlja po 60. letu. Predstavlja drugi najpogostejši vzrok smrti zaradi raka. Po pogostnosti pojavljanja je prvi najpogostejši rak na Slovenskem, če upoštevamo oba spola. Vzroke za porast raka debelega črevesja lahko deloma pripišemo življenjskemu slogu, debelosti, z maščobo bogati prehrani in kajenju.